# Servicio Naval Real de Mujeres

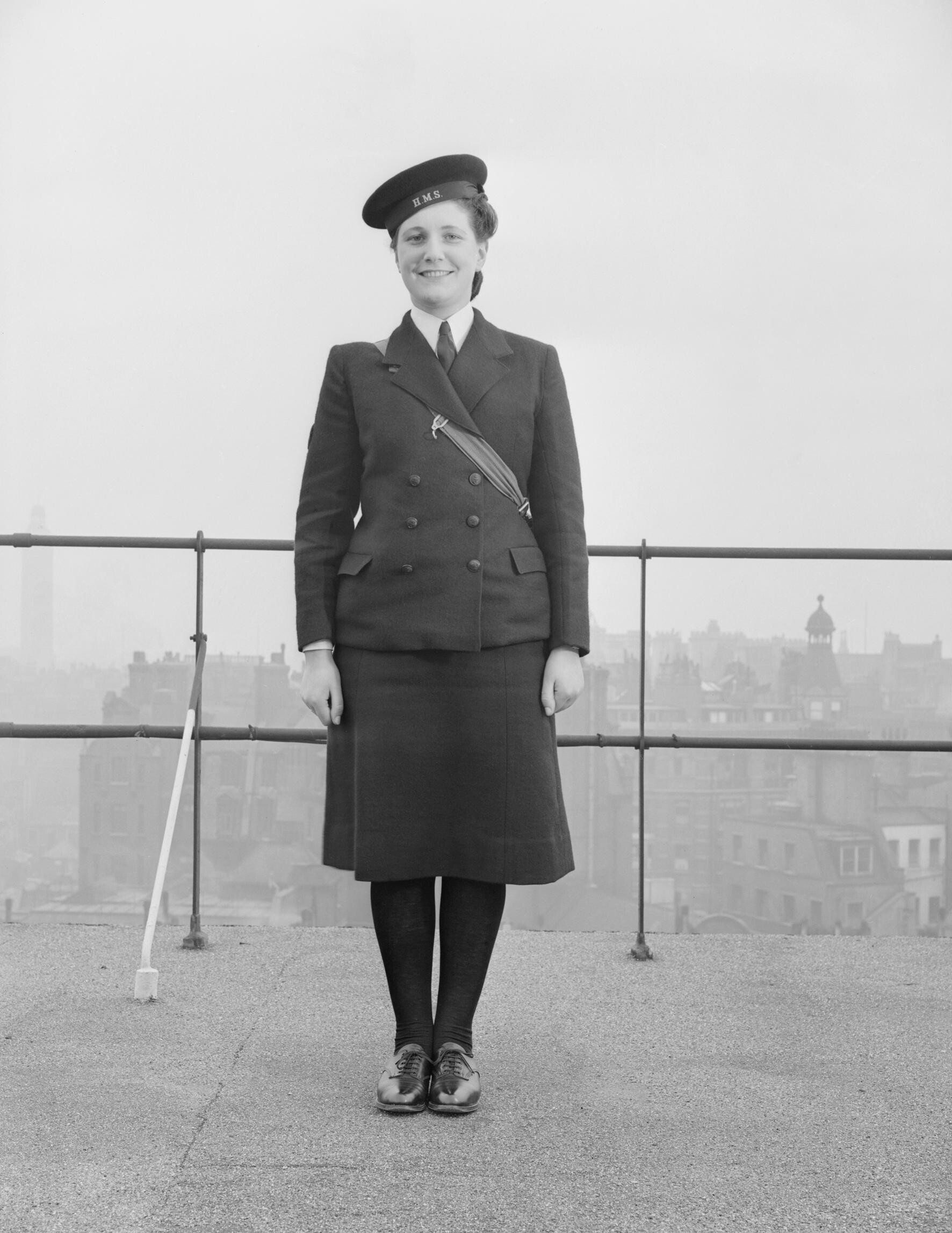
Miembro del Servicio Naval Real de Mujeres durante la Segunda Guerra Mundial.

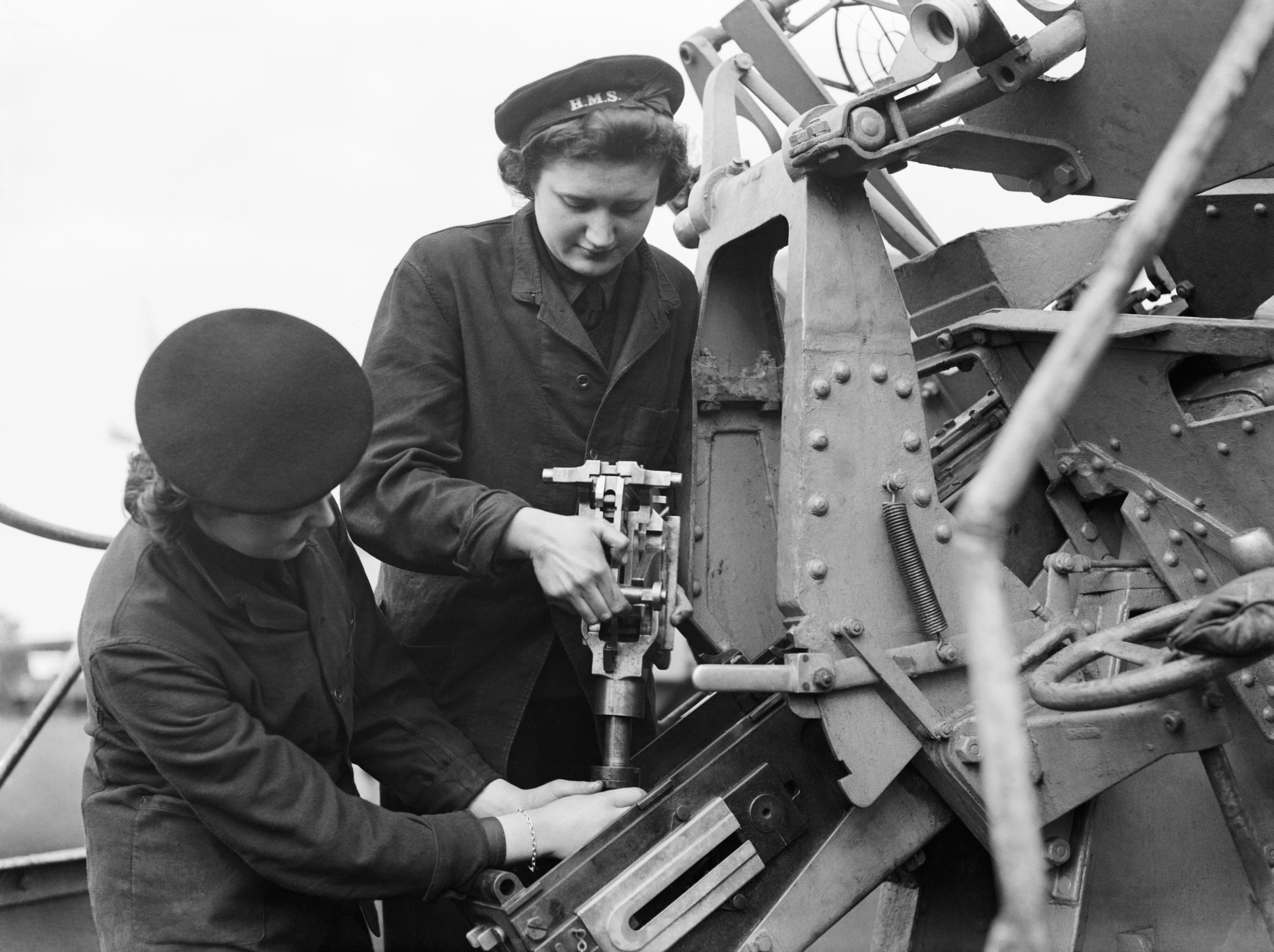
Dos ordenanzas del Servicio Naval Real de Mujeres en Liverpool vuelven a ensamblar una sección de un cañón naval QF de 2 libras durante la Segunda Guerra Mundial.

El Servicio Naval Real de Mujeres (WRNS, por sus siglas en inglés, Women's Royal Naval Service; conocido popular y oficialmente como Wrens) era la rama femenina de la Marina Real del Reino Unido. Formada inicialmente en 1917 con motivo de la Primera Guerra Mundial, se disolvió en 1919 y luego fue reinstituido en 1939 al comienzo de la Segunda Guerra Mundial, permaneciendo activo hasta que se integró en la Marina Real en 1993. El WRNS incluía cocineros, oficinistas, telegrafistas inalámbricos, radaristas, analistas de armas, evaluadores de alcance, electricistas y mecánicos aéreos.

## Historia

### Primera Guerra Mundial
El Servicio Naval Real de Mujeres se formó en 1917 durante la Primera Guerra Mundial. El 10 de octubre de 1918, Josephine Carr, de diecinueve años, de Cork, se convirtió en la primera mujer de la organización en morir en servicio activo, cuando su barco, el RMS Leinster, fue torpedeado. Al final de la guerra, el servicio contaba con 5500 miembros, 500 de ellos oficiales. Además, 2867 miembros del Wrens, 46 oficiales y 2821 otros rangos que anteriormente habían servido en el Real Servicio Aéreo Naval eligieron ser transferidos a la Real Fuerza Aérea. El Servicio Naval Real de Mujeres se disolvió en 1919.

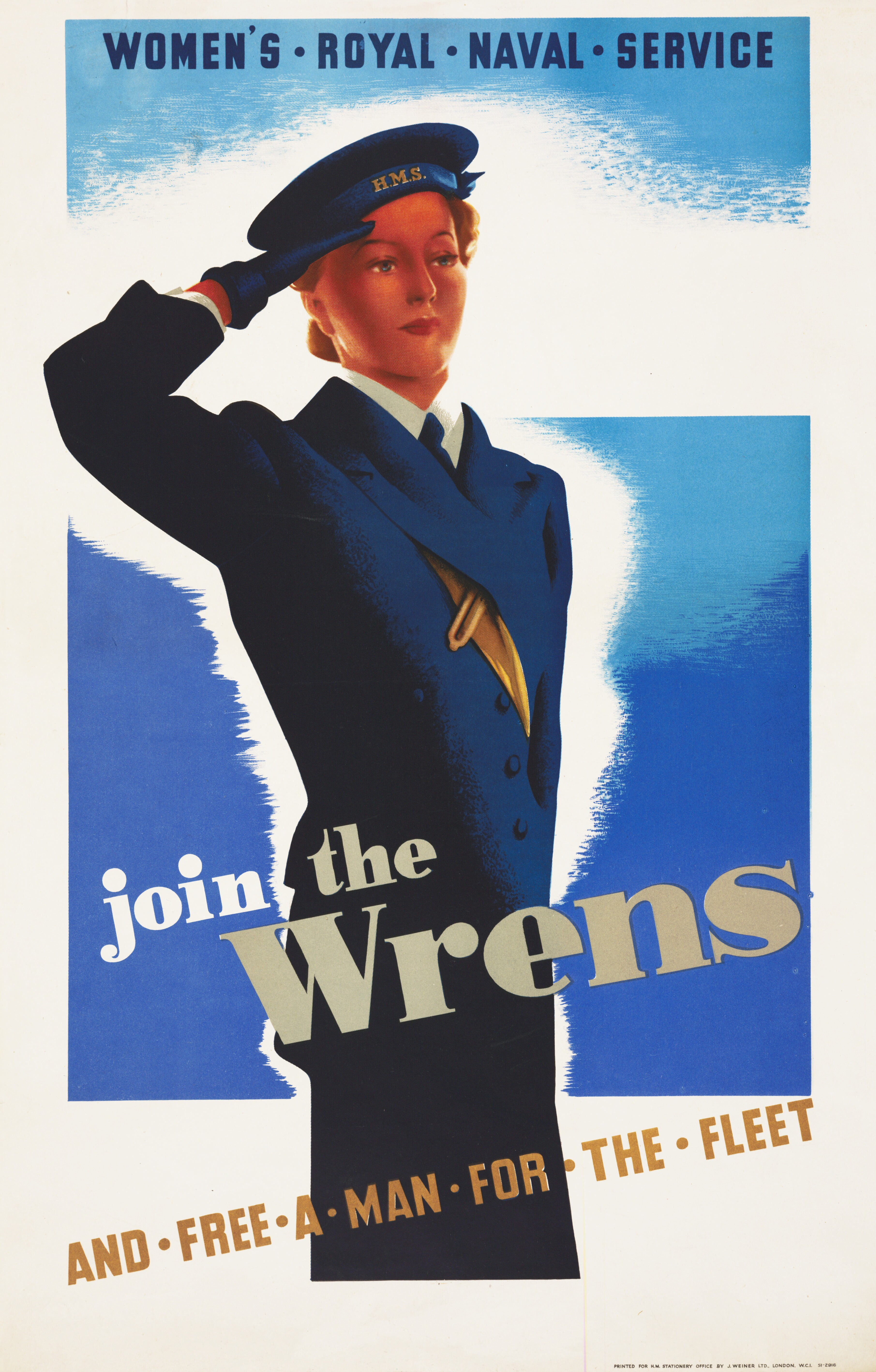
Cartel de reclutamiento de la Segunda Guerra Mundial.

### Segunda Guerra Mundial
A principios de la Segunda Guerra Mundial, Vera Laughton Mathews fue nombrada directora del reformado Servicio Naval Real de Mujeres en 1939, con Ethel Goodenough como su adjunta. El Wrens tenía una lista ampliada de actividades permitidas, incluido el vuelo de aviones de transporte. En su apogeo, en 1944, contaba con 75 000 mujeres en servicio activo. Durante la guerra, 102 miembros del Servicio Naval Real de Mujeres murieron en combate y 22 resultaron heridas. Uno de los lemas utilizados en los carteles de reclutamiento era «Únete a las Wrens y libera a un hombre para la flota».

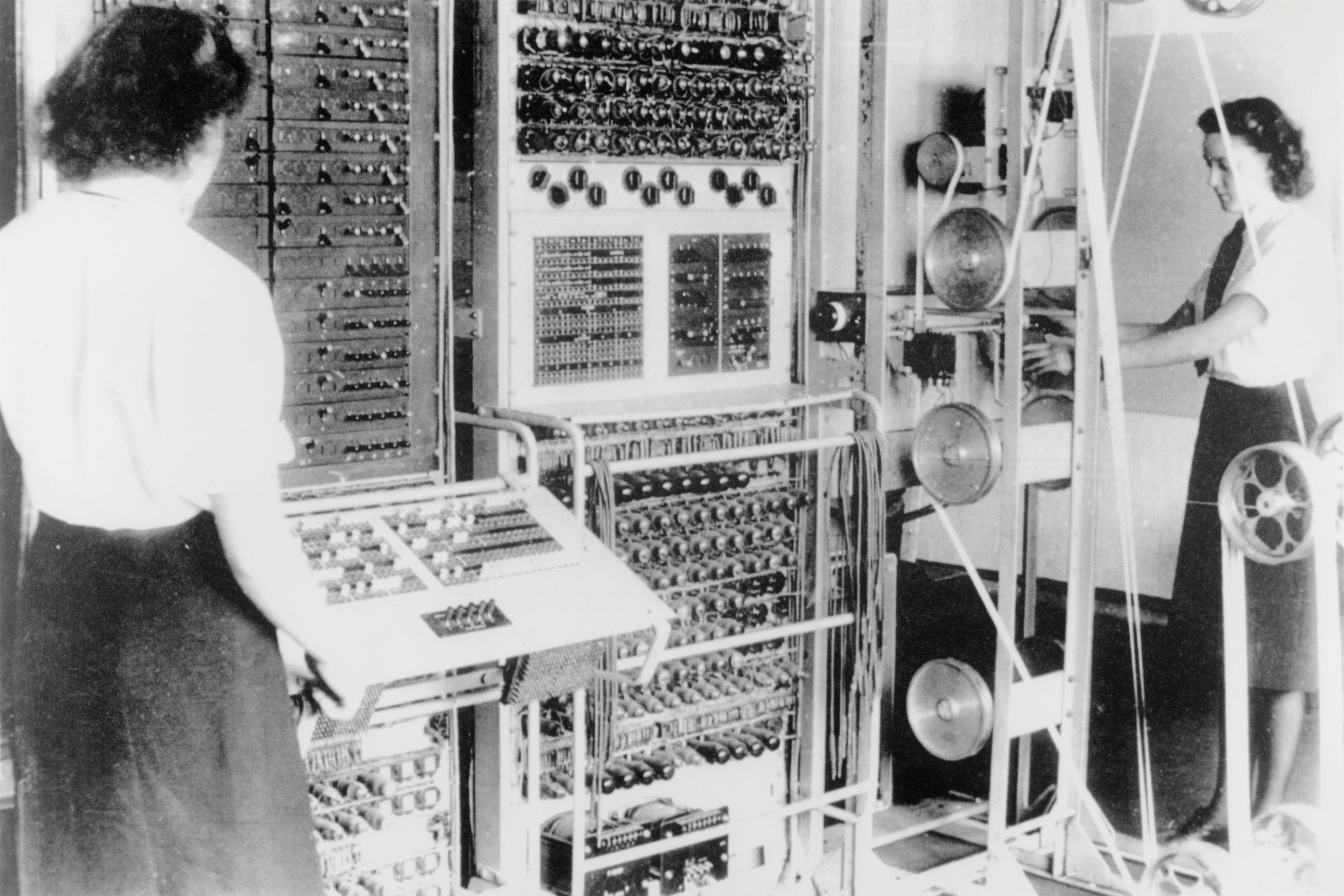
Una computadora Mark 2 Colossus operada por Wrens.

Las Wrens eran destinadas como personal de apoyo en la Cuartel General de Comunicaciones del Gobierno en Bletchley Park; eran las operadoras directas de bombes y Colossus, empleados para descifrar los códigos y el cifrado del Eje.

### Era de posguerra

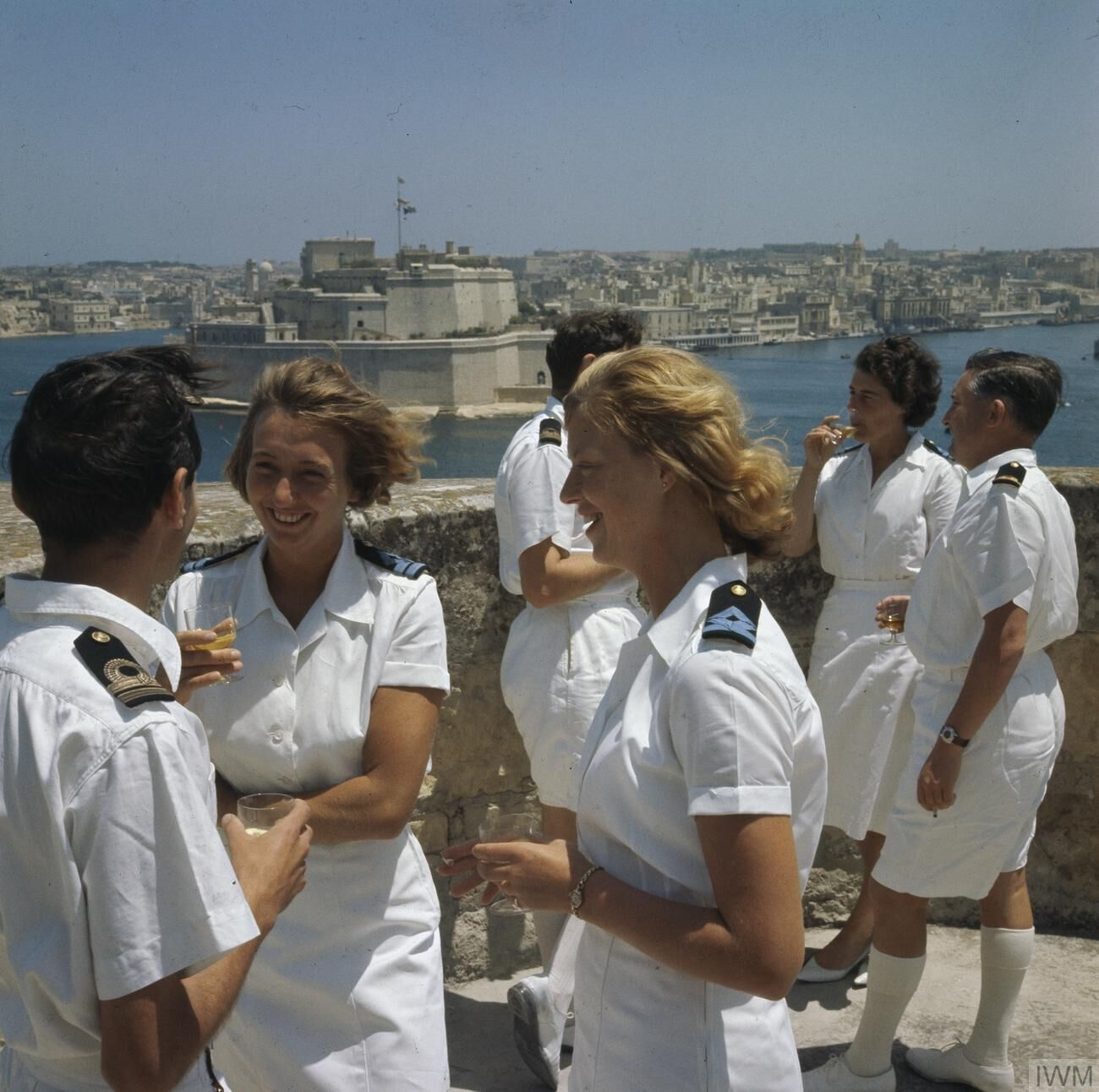
Oficiales la Marina Real y del Servicio Naval Real de Mujeres disfrutando de unas bebidas al atardecer en el Gran Puerto de Malta, 1964.

El WRNS siguió existiendo después del final de la guerra, aunque Mathews se retiró en 1947 y Goodenough había muerto el año anterior. En la década de 1970 se hizo evidente la necesidad de igualdad salarial para las mujeres y esta necesidad de eliminar la discriminación sexual significaba que el WRNS y la Marina Real debían convertirse en una sola organización. El cambio clave ocurrió cuando las mujeres quedaron sujetas a la Ley de Disciplina Naval de 1957. Vonla McBride, que tenía experiencia en gestión de recursos humanos, se convirtió en directora del WRNS en 1976, y los miembros del WRNS estuvieron sujetos a la misma disciplina que los hombres al año siguiente.
En octubre de 1990, durante la Guerra del Golfo, el HMS Brilliant transportó a la primera mujer que sirvió oficialmente en un buque de guerra operativo. Ese mismo año, la oficial en jefe Pippa Duncan se convirtió en la primera oficial del WRNS en comandar un establecimiento costero de la Marina Real. El WRNS se integró finalmente en la Marina Real en 1993, cuando a las mujeres se les permitió servir a bordo de los buques de la Marina como miembros de pleno derecho de la tripulación. A las mujeres marineras todavía se las conoce informalmente con los apodos de «wrens» o «Jennies» («Jenny Wrens») en la jerga naval.
Antes de 1993, todas las mujeres de la Marina Real eran miembros del WRNS excepto las enfermeras, que se unieron (y todavía se unen) al Servicio de Enfermería Naval Real de la Reina Alexandra, y los oficiales médicos y dentistas, que fueron comisionados directamente en la Marina Real, tenían rangos de la Marina y vestían el uniforme del WRNS con insignias doradas de la Marina Real.

## Rangos e insignias
El WRNS tenía su propio sistema de rangos militares, que mantuvo hasta su fusión con la Marina Real en 1993.
Los títulos de los rangos tenían como sufijo el nombre del oficio (por ejemplo, cocinera principal de Wren, telegrafista jefe de Wren).
Las wrens llevaban la misma insignia de rango que sus equivalentes masculinos, pero en azul en lugar de dorado. Los «rizos» en la parte superior de las rayas de los oficiales tenían forma de diamante en lugar de circular.

## Uniformes
A partir de 1939, el uniforme Wren, diseñado por el destacado diseñador de moda británico Edward Molyneux, consistía en una chaqueta cruzada y una falda, con camisa y corbata, para todos los rangos (aunque también se podía usar una vestimenta de trabajo similar a la de los hombres). Las estudiantes de primaria llevaban sombreros similares a los de sus homólogos masculinos (aunque con la parte superior más inclinada). Los suboficiales superiores (suboficiales y superiores) y los oficiales usaban sombreros de tres cuernos. En las zonas tropicales estos tenían una cubierta blanca. Todas las insignias, incluidas las insignias de las gorras y las insignias no sustantivas (comerciales), eran azules.

### Memorias
- Baden-Powell, Dorothy (2005). They Also Serve: an SOE agent in the WRNS (en inglés). Londres: Robert Hale. ISBN 0753193361.
- Thomas, Lesley; Bailey, Chris Howard (2002). WRNS in Camera: the Women's Royal Naval Service in the Second World War (en inglés). Stroud: Sutton. ISBN 0750913703.
- Unwin, Vicky (2015). Love and War in the WRNS (en inglés). Stroud: The History Press. ISBN 9780750963046.
- Patricia Davies (criptógrafa) co-wrote Codebreaking Sisters. Patricia and Jean Owtram (2020) Londres: Mirror Books. ISBN 9781913406059